# Aspects juridiques de la circoncision
Pour les articles homonymes, voir Circoncision (homonymie).
La circoncision désigne, dans sa forme la plus répandue, l’ablation totale ou partielle du prépuce, laissant ainsi le gland du pénis à découvert. Selon l’Organisation mondiale de la santé (OMS), en 2009, 661 millions d’hommes de plus de 15 ans seraient circoncis, soit environ 30 % de la population masculine mondiale. Cette pratique, parfois qualifiée de mutilation génitale est l'objet de lois et débats juridiques.
Généralement pratiquée sur des enfants sans motifs médicaux, la circoncision soulève à travers le monde de nombreuses questions liées à l'éthique et au droit à l'intégrité physique.
Dans les pays développés, aucun acte chirurgical n’est censé pouvoir être pratiqué sur une personne si elle ne donne son consentement éclairé. Dans le cas d’un mineur, ce sont les parents ou tuteurs qui doivent donner ce consentement, même si les médecins essaient parfois de tenir compte de l’avis de l’enfant s’il est d’âge à le donner. Or, la circoncision se pratique généralement sur des mineurs (souvent même sur des nourrissons), et certains remettent en cause la légitimité des parents à choisir pour l’enfant une modification corporelle irréversible en l’absence de toute nécessité médicale.

## En Afrique

### En Afrique du Sud: encadrement légal de la pratique
L’article 12 (8) du Children’s Act 38 of 2005.
- Interdit la circoncision de l’enfant mâle de moins de 16 ans
  - sauf lorsqu’elle a un but religieux
  - sauf lorsqu’elle est recommandée par un médecin dans un but médical
- Fait dépendre la circoncision de l’enfant mâle de plus de 16 ans de son consentement sur la méthode prescrite, du respect d’une obligation de conseil, et du respect de la méthode prescrite.
- Reconnait le droit de tout enfant mâle à refuser la circoncision, compte étant tenu de son âge, de sa maturité et de son stade de développement.

## En Amérique

### Au Canada et aux États-Unis: «intactivistes» et liberté religieuse
Des mouvements pour l’intégrité génitale, parfois désignés du terme générique « intactiviste », qui sont apparus surtout aux États-Unis, considèrent que puisque l’ablation du prépuce induit une perte de fonctions sexuelles, elle nuit au bien-être de l’homme et font valoir que la circoncision cause une souffrance physique et morale réelle chez certaines personnes. Ils estiment donc que le prépuce n’est pas « un bout de peau superflu » dans l’anatomie masculine et que la circoncision constitue une mutilation de tissus sexuels sains et fonctionnels, une véritable violation du droit à l’intégrité corporelle, lorsqu’elle est pratiquée avant l’âge de la majorité.
Des associations contre la circoncision envoyèrent une proposition de loi afin d’interdire la circoncision des mineurs auprès du Congrès des États-Unis qui ne reçut l’aval d’aucun sénateur. « Leur lobbying a contribué toutefois à la suppression du remboursement des circoncisions néonatales dans certains États, notamment sur la côte ouest, ainsi qu’au Canada ». Selon les opposants à la circoncision, celle-ci ne serait justifiable médicalement que s’il n’existait pas de solutions de remplacement moins invasives et si la vie du patient était en jeu.
Les militants américains anti-circoncision (dits « intactivistes »), ont soumis aux autorités de la ville de San Francisco dans le courant de l'année 2011 un texte de loi visant à interdire la circoncision avant l'âge de 18 ans. La pétition qui a recueilli plus de 7 000 signatures aurait pu permettre, selon les règles électorales en vigueur en Californie, de faire soumettre à référendum cette proposition devant les électeurs de la ville, lors d'élections qui se sont déroulées le 8 novembre 2011 pour ou contre la circoncision. Le projet de loi prévoyait des peines de 1 000 $ d'amende et jusqu'à un an de prison. Le projet de loi a été mis en suspens, une juge américaine ayant interdit le référendum. Les militants ont eu l'intention de faire appel de la décision. Mais le 3 octobre 2011, le gouverneur de Californie a signé une loi qui empêche désormais l'interdiction de la pratique de la circoncision masculine, à la suite d'une vaste polémique portant sur la liberté religieuse et le libre choix parental,,.

### Circoncision chez les juifs orthodoxes new-yorkais:metzitzah b’peh, tradition et santé
Une pratique spécifique à cette communauté, pose de graves problèmes de santé. Cette pratique dénommée metzitzah b’peh en hébreu, consiste pour le mohel à sucer le sang du bébé sur l'incision. Elle correspond à l'ancienne procédure de la circoncision juive telle qu'elle est décrite dans la mishna en 200 av. J.-C. Elle a commencé à être abandonnée par une grande partie des mohels ashkénazes dans les années 1930, mais elle est conservée par les hassidim. Environ 3 600 enfants sont circoncis ainsi, à New York, par an. Le risque de contracter l'herpès pour l'enfant est d'environ 1 pour 4 000. De 2004 à 2011, onze cas d'infection par le virus de l'herpès ont nécessité une hospitalisation, deux bébés sont morts, au moins deux autres souffrent d'atteinte cérébrale.
Face à ce risque mortel, des docteurs demandent l'interdiction de cette pratique. Les rabbins orthodoxes protestent contre cette restriction de la liberté religieuse. Le département de la santé de la ville adopte une position de compromis en septembre 2012, laissant cette pratique autorisée sous réserve que les deux parents aient donné leur consentement après avoir été mis au courant de la dangerosité de cette pratique. Le maire de New York, Michael Bloomberg, appuie fortement cette restriction.
Les rabbins dénoncent la première restriction gouvernementale de la circoncision aux États-Unis, de plus cela arrive concomitamment aux mouvements d'interdiction de la circoncision qui se développent en Europe, notamment au Danemark et en Allemagne. Des associations juives portent plainte contre la ville pour atteinte aux libertés religieuses. Toutefois, en 2013, on continue à enregistrer des cas de contamination par le virus de l'herpès à la suite de circoncisions.
En 2015, un accord de compromis est conclu entre autorités et rabbins. Cette pratique continue à être tolérée mais les rabbins devront être formés à la maîtrise du risque de l'herpès. Les autorités réévaluent à dix-sept, les cas de contamination de nourrisson depuis 2000.

### États-Unis: responsabilité des parents suite une opération non nécessaire médicalement
Aux États-Unis, des parents ont subi des plaintes de leurs enfants, devenus adultes,,. Ces enfants reprochent à leurs parents de ne pas avoir respecté leur libre arbitre et demandent réparation. Les parents devant alors payer une forte amende permettant à l’enfant de réaliser une très onéreuse opération de chirurgie esthétique : la restauration du prépuce.
Le coût de cette opération et — surtout — l'augmentation du nombre de publications de pédiatres américains contre la circoncision, mais aussi l’abandon du remboursement de cette opération par de plus en plus d’États, expliqueraient la chute du taux de circoncision de 90 % à 60 % dans les années 2000 puis dans les quatre dernières années passé de 56 % à 33 %.

### Vente et utilisation commerciale de prépuces de nouveau-nés
Des marques de cosmétiques américaines dont SkinMedica et Allergan, achètent et utilisent des prépuces de bébés qui ont été circoncis afin d'en extraire le fibroblaste avec lequel elles fabriquent des crèmes cosmétiques anti-âge et des injections de collagène anti-rides. Aux États-Unis, ces prépuces de nouveau-nés sont vendus à l'industrie biomédicale directement par les hôpitaux qui ont circoncis les bébés.
L'exploitation commerciale des prépuces d'enfants circoncis pose un débat éthique et juridique. Ainsi, un débat a lieu en Afrique du Sud au sujet des raisons d'une mesure de promotion de la circoncision, où des docteurs et groupes éthiques soupçonnent un but de profit commercial dans cette ablation de tissus génitaux d'enfants. Le forum bioéthique de l'Université du KwaZulu-Natal estime que les prépuces d'enfants circoncis sont la source d'une « industrie de plusieurs millions de dollars », ceux-ci pouvant être utilisés dans « l'industrie cosmétique, la fabrication d'insuline et de peau artificielle ».

## En Asie

### En Israël: incertitude en cas de désaccord des parents
La circoncision en Israël est quasi systématique mais aucune loi israélienne n’oblige ses citoyens à faire circoncire leurs enfants.
En cas de désaccord des parents (circoncision ou non), il semble que la circoncision doit primer ; une amende pouvant même être prononcée contre le parent récalcitrant.

## En Europe

### Au Conseil de l'Europe: réprobation de la circoncision des enfants?
Lire en ligne

Sur le site du Conseil de l'Europe : Texte de la résolution et réponse du Comité des ministres

Le 1er octobre 2013, l'Assemblée parlementaire du Conseil de l'Europe adopte, par 77 voix pour et 19 contre, la résolution 1952 invitant les États membres à prendre des mesures contre les « violations de l'intégrité physique des enfants »,. Les parlementaires recommandent d'« adopter des dispositions juridiques spécifiques pour que certaines interventions et pratiques ne soient pas réalisées avant qu'un enfant soit en âge d'être consulté ». Cette résolution ne concerne pas uniquement la circoncision mais aussi 4 autres sujets - dont l'excision.
En ce qui concerne la circoncision, la résolution ne traite que de la question de la circoncision des jeunes garçons (sans précision de l'âge) pour des motifs religieux (c'est-à-dire non médical).
Dans ce dernier cas, les parlementaires européens appellent :
à « définir clairement les conditions médicales, sanitaires et autres à respecter s'agissant des pratiques qui sont aujourd'hui largement répandues dans certaines communautés religieuses, telle que la circoncision, non médicalement justifiée, des jeunes garçons ».
Les réactions des communautés juives et musulmanes sont vives,. Elles dénoncent notamment un supposé amalgame entre circoncision et excision (toutes deux objet de la résolution).
Le 19 mars 2014, cet amalgame est démenti par le Comité des Ministres. Dans sa réponse à la résolution 1952, le Comité des ministres « tient à souligner que les pratiques mentionnées dans la Résolution 1952 (2013) ne sont aucunement comparables, étant donné que les mutilations génitales féminines sont clairement interdites par le droit international ». Il « note que la protection des enfants contre les risques des opérations et interventions non justifiées médicalement est prévue par des instruments internationaux existants » et donc « estime inutile pour l’instant toute activité normative supplémentaire ». Le Comité des ministres s'est informé « de la situation juridique des États membres en ce qui concerne la circoncision. Les réponses obtenues ont permis de constater que de nombreux pays font particulièrement attention aux conditions dans lesquelles se déroulent de telles interventions afin de limiter tout risque pour la santé et le bien-être de l’enfant. ».
Le président israélien, Shimon Peres, demande l'abrogation de cette résolution à propos de laquelle il rappelle que la circoncision « constitue un élément fondamental du judaïsme et une de nos obligations en tant que juifs ». Les partisans de l'abolition de la circoncision déclarent que cette résolution permet d'inclure le droit à l'intégrité physique dans le droit international, mention qui était absente du fait de la volonté de « ne pas heurter les populations musulmane, juive ou autres ».
Jean-Paul Morley, pasteur de l'Église protestante unie de France, imagine que face au développement des droits des enfants, les juifs et les musulmans seront conduits à organiser des circoncisions symboliques. Pour le judaïsme, une pratique de circoncision symbolique existe déjà : le Brit shalom.
À la suite de cette résolution un débat se profile, notamment en France,. Le président français, François Hollande a précisé en novembre 2013 qu'il n'était pas question de remettre en cause la circoncision.

### En Allemagne: processus d'encadrement légal
Lire en ligne

(de) Sur le site du ministère de la Justice : Texte de l'article

Le débat a été lancé — timidement — en 2008, avec la publication d'un article intactiviste de Holm Putzke intitulé Die strafrechtliche Relevanz der Beschneidung von Knaben (« La pertinence pénale de la circoncision des garçons. »). Il y est notamment écrit : « le droit de l'enfant à bénéficier de la protection de l'État contre une atteinte à son corps et à sa santé prime sur l'exercice irresponsable du droit des parents. Si un procureur a connaissance d'une circoncision non nécessaire médicalement, son devoir est d'intervenir. » Une vingtaine de publications compléteront cette analyse.

#### Juin 2012: début du débat public en Allemagne
Fin juin 2012, Holm Putzke, alerte quelques journaux ; un jugement passé tout d'abord inaperçu remettrait en cause la circoncision des enfants pour motif religieux.
Le tribunal de grande instance de Cologne, le 7 mai 2012, a jugé, après un saignement lié à une circoncision hors milieu hospitalier en 2010,,, que la circoncision est contraire à l'intérêt de l'enfant et que « le corps d'un enfant était modifié durablement et de manière irréparable par la circoncision », ce qui constitue « une blessure corporelle passible d'une condamnation ».
Quelques jours[Quand ?] après la publication de ce jugement, l'hôpital juif de Berlin suspend les circoncisions pour motif religieux alors que des organisations musulmanes en appellent au parlement allemand. Dieter Graumann (de), président du Conseil central des juifs d'Allemagne a vivement réagi estimant qu'il s'agissait d'« une intervention gravissime et sans précédent dans les prérogatives des communautés religieuses ». La Société allemande pour la chirurgie de l’enfant recommande dorénavant aux parents juifs et musulmans d’attendre que celui-ci soit en âge de décider de son éventuelle circoncision.
Cette polémique suscite de nombreuses réactions dans le monde. Alors que la chancelière, Angela Merkel déclare qu'elle ne veut pas que « l’Allemagne soit le seul pays au monde dans lequel les Juifs ne peuvent pas pratiquer leurs rites », un sondage effectué par le magazine Focus montre que 56 % des Allemands soutiennent l'interdiction de la circoncision, tandis que 35 % se déclarent contre et 10 % sont indécis.

#### Appel d'une loi pour réglementer la circoncision en Allemagne
Un comité d’éthique (« Deutscher Ethikrat ») a été chargé de conseiller le gouvernement allemand dans l'objectif de légiférer rapidement, mais beaucoup soulignent qu'il n'y a pas urgence, et que tout texte élaboré rapidement finirait devant la Cour constitutionnelle, la problématique se trouvant au confluent de trois droits constitutionnels : la liberté religieuse, le droit des parents d'éduquer leurs enfants et le droit à l'intégrité physique de l'enfant,.
Fin août 2012, le comité a élaboré un texte de compromis permettant la circoncision si les parents sont correctement informés, s'ils sont tous les deux d'accord, s'il y a un traitement de la douleur et que la circoncision est conduite par un spécialiste. Cependant ce compromis ne satisfait ni l'association professionnelle des pédiatres allemands, son président, le docteur Wolfram Hartmann déplorant que « le droit d'un enfant à son intégrité physique ne compte clairement pas !... C'est un scandale », ni la communauté juive qui n'accepte pas que soit prodigué un traitement de la douleur par anesthésie générale[réf. nécessaire]. Avant ce jugement, cette communauté semble cependant déjà ne plus beaucoup pratiquer la circoncision, il y en aurait 100 par an, selon Le Monde pour une communauté d'environ 100 000 à 150 000 membres.
Le 22 août une nouvelle plainte est déposée contre un rabbin de Hof en Bavière.
Le rabbin David Meyer déclare le 25 septembre 2012 que « l'interdiction de la circoncision (en Allemagne) est parfaitement conforme à l'esprit et à la lettre de la charte des droits fondamentaux », mais que « le judaïsme ne peut "cautionner" la charte des droits fondamentaux ». Selon lui, « l'absence de choix (est) inhérente à l'existence juive », et il pose comme question rhétorique: « l'Europe peut-elle faire place, en son sein, à une tradition comme la nôtre, basée sur une identité qui n'est pas fondée sur la notion de choix ? »
Peu après cette polémique, la Fédération allemande des pédiatres (BVKJ) estime que faire percer les oreilles à son enfant est ”une blessure corporelle et une atteinte à l’intégrité de l’enfant au même titre que la circoncision”. Le président de cette fédération propose de fixer l’âge légal du percement d’oreille à 14 ans. La justice allemande a été saisie du cas d’une fillette de 3 ans, victime de complications après s’être fait percer les oreilles pour son anniversaire. Les parents de l’enfant, qui avaient porté plainte contre le salon de piercing où a été réalisée l’intervention, risquent à leur tour d’être incriminés pour n’avoir pas agi dans l’intérêt de leur fille.

#### Adoption d'une loi sur la circoncision en Allemagne
Le 25 septembre 2012, un projet de loi sur la circoncision est présenté par un porte-parole du ministère de la justice : « Généralement, la circoncision doit être pratiquée par des médecins. Elle peut aussi être effectuée pendant les six premiers mois du nourrisson par une personne désignée par une communauté religieuse. Ces personnes doivent savoir pratiquer une circoncision aussi bien qu'un médecin. ». Le texte insiste aussi sur la nécessité de «traiter efficacement la douleur» provoquée par l'opération. Le grand rabbin ashkénaze d'Israël, Yona Metzger, a donné son accord pour que des médecins participent à la formation des spécialistes de la circoncision, mais il a refusé toute idée d'anesthésie.
Ce projet de loi, autorisant la circoncision mais en l'encadrant fermement est adopté par le cabinet allemand le 11 octobre 2012 et est voté par le Bundestag le 12 décembre 2012. Les parents n’ont pas à donner de raison, religieuse ou autre, pour demander à faire circoncire leur fils, si l'opération respecte un cadre médical professionnel. L'acte chirurgical pourra être réalisé par une personne formée et qualifiée, telle qu'un médecin, s'il se conforme à "un traitement adapté et effectif de la douleur". Le texte reconnaît également le droit à une personne désignée par une communauté religieuse, comme un mohel juif, de procéder à ce type d'opération dans les six premiers mois suivant la naissance d'un enfant, si elle se conforme à ces conditions. Par ailleurs, le texte concerne « exclusivement » les jeunes garçons, l’ablation de parties génitales chez les filles reste « interdite » en Allemagne.

### En Autriche

Localisation de la province du Voralberg sur la carte de l'Autriche.

À la suite de la décision du tribunal de Cologne de 2012 (voir ci dessus) et au débat qui s'est ensuivi aussi en Autriche, le gouverneur du Voralberg, Markus Wallner demande aux hôpitaux de sa province de « suspendre les circoncisions religieuses, jusqu'à clarification de la situation légale en Autriche ». Le 30 juillet 2012, les médecins ont été autorisés à reprendre les circoncisions après des assurances du ministère de la Justice sur la légalité de cette pratique.

### Au Danemark
Faisant suite au débat en Allemagne de l'été 2012 sur l'interdiction de la circoncision, le débat se prolonge au Danemark. Alors que le débat reste au niveau des services de santé en Norvège, Autriche et Suisse, celui-ci s'étend largement dans les médias du Danemark .

### En Finlande
Le tribunal de Turku a, sur réquisition du ministère public qui considère la circoncision comme toute autre mutilation, condamné une mère musulmane pour la circoncision de son fils sans le consentement du père,.
Une plainte est en cours contre la pratique de la Brit Mila faite par les rabbins.

### En France

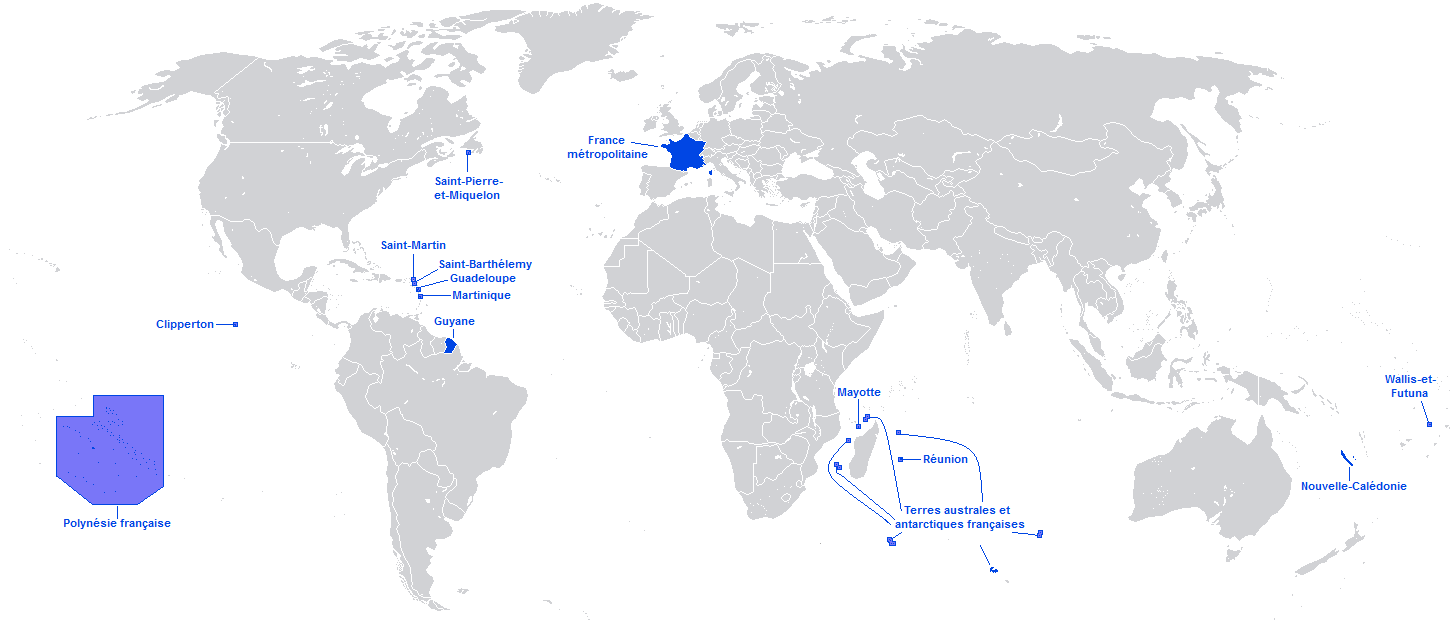
Territoire de la République française dans le monde.

« Pratique religieuse admise, la circoncision rituelle ne fait l’objet d’aucun texte si ce n’est en Alsace-Moselle », l’article 10 du décret impérial du 29 août 1862 organisant une certification du mohel.

#### La circoncision rituelle est non autorisée explicitement mais il y a une tolérance de fait
La circoncision sur indication médicale est justifiée par la permission de la loi, comme toute atteinte exceptionnelle au corps humain. Le droit a toutefois à connaître des suites dommageables d’une telle intervention. Quant à la circoncision rituelle des adultes, sans être autorisée expressément, elle n’est pas non plus interdite, comme faisant partie du libre exercice de pratiques religieuses.
En principe, comme toute atteinte non médicalement justifiée à l’intégrité physique d’une personne, elle tombe sous le coup de l’article 222-1 du code pénal. Dans la pratique, cet article est utilisé pour condamner ceux qui se sont livrés à des excisions. de même, la circoncision est une atteinte corporelle volontaire et donc théoriquement condamnable sur le plan pénal, mais aucune plainte ne semble jusqu'à présent avoir été déposée . 
D’après Isabelle Corpart, maître de conférences en droit privé à l’université de Haute-Alsace :
« Force est de constater que les autorités législatives, judiciaires ou exécutives sont réticentes à prendre des mesures visant à interdire cette atteinte à l’intégrité physique. Plusieurs raisons peuvent sans doute être invoquées. La première tient aux obstacles d’ordre matériel qu’il y aurait à combattre des pratiques largement diffusées. La seconde à la difficulté de déterminer quelles sont les personnes qu’il convient de poursuivre pénalement. Enfin, la condamnation de la circoncision rituelle renverrait les familles dans la clandestinité, avec tous les risques que cela entraînerait pour l’enfant. Le mieux n’est-il pas l’ennemi du bien ? »
« Mutilation » ou non, la circoncision et les débats qu'elle soulève touchent aussi à la question sensible, et nouvelle, de l'équilibre entre le droit des parents et le droit des enfants. Le Conseil d'État, dans son rapport public de 2004 "Un siècle de laïcité", indique « Pratique religieuse admise, la circoncision rituelle ne fait l’objet d’aucun texte
si ce n’est en Alsace-Moselle » sans préciser cependant qui l'admettait. Une approche qui, jusqu'à présent, a satisfait les croyants.

#### Inquiétude de la communauté juive
En octobre 2012, Manuel Valls, ministre français de l'Intérieur déclare au magazine Information juive : « La France, république laïque s'est dotée d'un système juridique clair qui garantit le libre exercice des libertés religieuses. Il est donc hors de question de revenir [...] sur les pratiques traditionnelles. Je l'ai dit, je le répète : les Juifs de France peuvent [...] procéder à la circoncision. Le débat sur « la remise en cause » de la circoncision relève de la méconnaissance la plus totale de ce que sont l'identité et la culture juive. Une telle remise en cause est idiote et indigne,. »
Le CRIF relève avec inquiétude cette montée mondiale des critiques vis-à-vis des pratiques cultuelles juives comme l'abattage rituel et la circoncision.

#### Risques juridiques encourus par l'auteur de la circoncision

##### Médecins pratiquant la circoncision rituelle
La circoncision à visée thérapeutique n’est pas interdite. Selon l’arrêt de la cour d’appel d’Aix-en-Provence du 23 avril 1990, confirmé par l’arrêt du 30 mai 1991 de la chambre criminelle de la Cour de cassation, dans les cas autorisés par la loi. Le chirurgien qui pratique une intervention chirurgicale dans l’exercice normal de sa profession jouit d’une immunité légale, dans la mesure où son intervention est justifiée par un intérêt thérapeutique. La circoncision non thérapeutique ne rentre pas explicitement dans cette catégorie, il n’existe pas encore de jurisprudence bien définie sur ce point, mais, à ce jour, des médecins n’ont jamais été blâmés pour avoir pratiqué une circoncision rituelle à la condition cependant, qu’ils aient demandé explicitement l’autorisation des deux parents. N'avoir que l’autorisation d’un seul est sanctionné.
- En outre, comme dans tout acte médical, le médecin est tenu d’informer les parents de l’enfant de toutes les suites, notamment du caractère irréversible de l’intervention. Même le médecin agréé par les autorités religieuses pour pratiquer en qualité de mohel des actes de circoncision rituelle peut être jugé responsable des dommages causés à l’enfant[84].
- lors du congres d'urologie de novembre 2012, Christine Grapin-Dagorno, chirurgien pédiatre, (hôpital Armand trousseau, AP-HP, Paris), réaffirme que la pratique bénéficie d' « une grande tolérance « La circoncision ne peut recevoir de qualification pénale car, d'une part, elle a reçu la permission de la loi du fait de la coutume, l'une des sources du droit, d'autre part elle n'a jamais été remise en cause par les tribunaux français ».
- Cette tolérance s'exprime notamment à travers le rapport du Conseil d'État paru en 2004. Il y est indiqué que la circoncision rituelle constitue une pratique religieuse, dépourvue de tout fondement légal, mais néanmoins « admise ». Le Conseil d'État a, dans un arrêt de 1997, également considéré la pratique comme un acte de soins, évitant ainsi d'éventuelles poursuites pénales à l'encontre de l'hôpital Joseph Imbert de Arles, à la suite d'un accident d'anesthésie, qui a provoqué la mort d'un garçon de cinq ans, opéré pour une circoncision rituelle[85].
- En dehors de ces cas, les problèmes, pour les médecins sont plus d’ordre éthique que judiciaire. Si l’on s’en tient à l’article 41 du code de déontologie, un médecin ne devrait pas pratiquer une telle intervention puisqu’elle porte atteinte à l’intégrité physique. « Or, on le sait, nombre de circoncisions sont pratiquées dans le secret des cabinets médicaux ou dans des services hospitaliers, avec l’accord des parents et dans les règles de l’art. Et cela sans qu’elles fassent l’objet de poursuites pénales », reconnaissait le Dr Bertrand Leriche[86]. Le praticien reste libre de refuser un acte non thérapeutique.

##### Plainte pour exercice illégal de la médecine
Les actes religieux comme la circoncision n’ont aucune valeur thérapeutique. : « Les tribunaux se refusent donc à poursuivre pour exercice illégal de la médecine les empiriques qui font usage de moyens de cure dont le seul bon sens doit montrer l’inefficacité *Jura vigilantibus, non dormientibus prosunt* (Les droits profitent aux éveillés, non aux endormis), »
Si, donc en théorie, ce genre de plainte est possible, dans la pratique, Florence Meilhac, avocate ayant plaidé ce type de cause, déclare : « Il y a tolérance coutumière du droit français en raison du fait religieux. On n’a jamais vu un rabbin, un parent ou un pratiquant musulman être traîné devant des juges pour avoir pratiqué une circoncision ». Mais en 2010, en cas de risque létal pour le bébé, la jurisprudence pourrait évoluer à la suite d'un procès en cours à Lille. Il s’agit d’une circoncision rituelle pratiquée par un Syrien ayant des diplômes médicaux étrangers mais non inscrit au Conseil de l’Ordre. Cette circoncision a mal tourné sur un bébé de 15 jours qui a dû être hospitalisé. Le CHU sauve de justesse le bébé. Les débats montrent bien le flou dans la jurisprudence actuelle. Le président du tribunal condamne : « En France, la circoncision est un acte médical et uniquement dans un cadre thérapeutique. La loi ne prévoit pas que la circoncision puisse être pratiquée pour d’autres raisons, y compris religieuses. On ne peut que constater une espèce de tolérance ». À l’opposé, le procureur requiert la relaxe évoquant une « pratique coutumière non assimilable à un acte médical ». Le prévenu est alors relaxé, mais le supérieur du procureur fait appel de ladite relaxe. La Cour d’appel de Douai confirme la relaxe le 15 juin 2010, la famille du bébé, espère dorénavant convaincre le procureur général de se pourvoir en cassation.

#### Risques juridiques pour les parents
Trois origines de plaintes peuvent être enregistrées :
- l’État peut porter plainte, si les parents ou un tiers non médecin, comme un rabbin ou un imam, a pratiqué la circoncision. Si la circoncision est reconnue comme acte médical, le motif de la plainte consiste alors en exercice illégal de la médecine.
- l’enfant peut porter plainte, si, adulte, il estime que cet acte irréversible a porté atteinte à son libre arbitre.
- un des parents peut porter plainte contre l’autre parent s’il estime que la circoncision a été effectuée contre son gré.

##### Plainte pour atteinte au libre arbitre
En France, même si ce type de plainte est possible,, aucun cas n’est encore recensé. En Angleterre, un procès est cependant en cours et pourrait faire jurisprudence : « A test-case being brought by a 20-year-old man circumcised as a baby could, if successful, open the floodgates to claimants ».

##### Plainte pour exercice exclusif de l'autorité parentale
Si la circoncision rituelle est une pratique tolérée en France, elle est assimilée à un « acte grave » par plusieurs jurisprudences, ce qui implique de recueillir impérativement le consentement des deux parents, sous peine d'entraîner une suppression du droit de visite et d'hébergement du parent fautif.
- Lors de la préparation de la loi Kouchner de 2002 « relative aux droits des malades et à la qualité du système de santé », la commission nationale des accidents médicaux a conclu qu'« il n'est pas possible d'exclure du champ d'application de la loi les actes médicaux sans finalité thérapeutique directe, qu'il s'agisse de chirurgie esthétique ou d'actes médicaux à finalité cultuelle ».
- Depuis la mise en application de cette loi, l'autorité parentale est conjointe. Alors que la circoncision à visée thérapeutique est considérée comme un acte usuel, exigeant le consentement d'un seul titulaire de l'autorité parentale, la circoncision rituelle est qualifiée d' « acte grave » par la jurisprudence, qui ne peut être envisagée qu'après le consentement écrit des deux parents. Un père ou une mère isolée ne peuvent par conséquent exiger un tel acte.
- De fait, « le médecin qui s'est contenté du consentement d'un seul parent pour procéder sur enfant mineur à une circoncision à des fins rituelles a agi avec une légèreté blâmable », ce qui implique une possible condamnation. De même « le parent qui fait circoncire son enfant à l'insu de l'autre peut se voir retirer son droit de visite et d'hébergement »[85].
- Plusieurs jurisprudences rapportent ainsi depuis quelques années des condamnations de parents ayant pris seuls la décision de l'opération.
  - Dans un jugement d’avril 2005, par exemple, l’argument d’un père était que puisqu’il avait fait circoncire l’aîné de ses enfants, il pouvait faire de même avec le plus jeune, sans l’autorisation de la mère. Cet argument a été rejeté[98].
  - De même, un père soutenait que la mère catholique avait donné son consentement tacite à la circoncision en acceptant de vivre avec un musulman dont elle ne pouvait ignorer les traditions. La cour, puis la cour d’appel, ont rejeté ces arguments en précisant que la réciproque est vraie et que lui-même ne pouvait ignorer que la circoncision n’existe pas dans la religion catholique et qu’en France la femme est l’égale de l’homme. La cour relève « qu’il est inexact que la pratique soit courante en France » et aussi qu’en France « l’opinion majoritaire est défavorable à la circoncision »[99].
  - Le juge peut estimer que le fait de confier les jeunes enfants à leur père est préjudiciable à leurs intérêts, dès lors qu’il leur a imposé la circoncision[100] et il peut refuser à ce dernier tout droit de visite[101].

#### Débat sur l'éventuelle prise en charge par la sécurité sociale de la circoncision
En principe, la circoncision rituelle n’est pas remboursée et donc ne coûte rien à la sécurité sociale. Dans les faits, la situation est plus complexe :
- En cas de diagnostic de phimosis, la circoncision est prise en charge par l’assurance maladie sous le titre posthectomie. Lorsque son indication est rituelle la circoncision n’est pas prise en charge par l’assurance maladie. Elle revient entre 500 et 1 000 euros à la famille. Compte tenu de cet état de fait, nombre de circoncisions rituelles sont effectuées sous couvert d’une indication médicale car les familles ont tendance à beaucoup insister auprès du médecin. Cette fraude semble massive car il y a une parfaite corrélation entre nombre de musulmans et juifs dans une région et nombre de posthectomies[réf. nécessaire] : 40 % des posthectomies sont pratiquées en Île-de-France. 67 % sur les régions : Île-de-France, Provence-Alpes-Côte d’Azur et Languedoc-Roussillon. Comme il n’y a aucune raison que les phimosis soient plus nombreux qu’ailleurs, seule la fraude explique ces disparités géographiques[102].
- Pour éviter ces frais, les circoncisions rituelles sont alors généralement effectuées hors des hôpitaux pour un coût bien moindre de 150 €[103] mais ils entraînent[104] un taux important de complications[105] : hémorragies, surinfections, plaies et mutilations du gland qui sont elles nécessairement prises en charge par la sécurité sociale et générant un surcoût pour l’assurance maladie. En 2014, l'urologue, Mohamed Ziani a été condamné à rembourser à la sécurité sociale 76 000 € pour ce type de détournement. Il est aussi suivi par Scotland Yard pour fondamentalisme religieux[106],[107],[108].
- La prise en charge initiale de toutes les circoncisions est estimée à 9 millions d’euros par an[109]. In fine cela pourrait se traduire par une diminution des coûts pour la sécurité sociale.
- La question a été posée par la député UMP Valérie Boyer[110].

Roselyne Bachelot lui répond que « Le champ de l’assurance maladie défini par l’article L. 321-1 du code de la sécurité sociale couvre les soins nécessaires au maintien ou au rétablissement de l’état de santé des personnes. » et que « la circoncision rituelle pour motifs religieux n’entre pas dans ce cadre, de même que les actes médicaux pratiqués pour d’autres motifs personnels, esthétiques ou de confort », « J’en appelle les médecins à leurs responsabilités. Il s’agit clairement d’une fraude à la Sécurité sociale quand c’est pour une indication religieuse qu’on se met sous le couvert d’une indication médicale », a insisté la ministre.
Face au tollé provoqué par sa question, Valérie Boyer fait savoir après coup « qu’il n’a jamais été question d’une prise en charge totale par l’assurance maladie bien au contraire et en aucune façon dans notre pays laïc cela serait admissible. La volonté de Valérie Boyer est de révéler cette fraude inacceptable à l’assurance maladie et au principe de laïcité, et d’essayer qu’on y mette un terme. »

### En Suède
- La Suède, par une loi entrée en vigueur le 1er octobre 2001, autorise la circoncision avec les restrictions suivantes :
  - Un garçon de moins de deux mois peut être circoncis par un non médecin, pourvu qu’il ait obtenu une autorisation du Service de Santé.
  - Aucun enfant ne pourra être circoncis sans une analgésie délivrée par un médecin ou une infirmière en exercice.
- Cette loi a été adoptée par le Parlement avec une majorité de 249 voix pour, 20 abstentions, et en l’absence de 70 députés. Aucune voix ne s’est élevée contre le projet, et 10 députés auraient souhaité une loi plus restrictive.
- Le Conseil de la communauté juive de Stockholm désapprouve cette loi la jugeant trop restrictive[113].
- En 2012, le débat n'est pas clos : la circoncision reste autorisée, mais avec les restrictions de la loi de 2001. L'association des pédiatres suédois recommande l'interdiction de l'opération. À Stockholm ou à Göteborg, deux chirurgiens sur trois refusent de circoncire[114].

### En Suisse
- En Suisse, moins de 20 % de la population est circoncise. Cette opération se fait à l’hôpital, les médecins considérant qu'elle est douloureuse, elle se pratique sous anesthésie générale sauf pour la communauté juive qui la refuse. Son coût est d'environ 1 000 Francs suisses, non pris en charge par l'assurance maladie[115].
- Quelques jours après le jugement du tribunal de Cologne en Allemagne (voir ci-dessus), la controverse sur la circoncision touche la Suisse[116]. L'hôpital de l'enfance à Zurich décide le 20 juillet 2012 de suspendre provisoirement les circoncisions sur les enfants incapables de discernement[117]. À l'opposé, le CHU de Lausanne continue car des médecins redoutent le risque sanitaire provoqué par le développement des circoncisions clandestines[118]. Ce débat sur la circoncision pose plus généralement, la question de la religion à l'hôpital[119].
- Le 17 août, l'hôpital de Zurich annonce reprendre les opérations au cas par cas, en tenant compte « du bien de l’enfant » et en exigeant l’accord écrit des deux parents[120].